# Mittelmeerspiele 1967
Die Mittelmeerspiele 1967 (offiziell: V. Mittelmeerspiele) fanden vom 8. bis 17. September 1967 in der tunesischen Hauptstadt Tunis statt. Erstmals überhaupt waren Frauen teilnahmeberechtigt.

## Teilnehmende Nationen
Es nahmen zwölf Nationen teil, die insgesamt 1249 Athleten (darunter 1211 Männer und 38 Frauen) entsandten. Die Anzahl der Teilnehmer ist in Klammern angegeben.
- Algerien
- Frankreich
- Griechenland
- Italien
- Jugoslawien
- Libanon
- Libyen
- Marokko
- Malta
- Spanien
- Tunesien
- Türkei

## Sportarten und Wettbewerbe
Das Programm der fünften Mittelmeerspiele umfasste 14 Sportarten mit 93 reinen Wettbewerben. Die Zahl in Klammern neben der Sportart gibt die Anzahl der Medaillenwettbewerbe pro Sportart an.
- Basketball (1)
- Boxen (10)
- Fechten (3)
- Fußball (1)
- Gewichtheben (7)
- Handball (1)
- Leichtathletik (28)
- Radsport (3)
- Ringen (16)
- Schwimmen (11)
- Tennis (2)
- Turnen (8)
- Volleyball (1)
- Wasserball (1)

## Medaillenspiegel
| Platz  | Land         | Gold | Silber | Bronze | Gesamt |
| ------ | ------------ | ---- | ------ | ------ | ------ |
| 01     | Italien      | 37   | 31     | 21     | 89     |
| 02     | Jugoslawien  | 15   | 16     | 5      | 36     |
| 03     | Frankreich   | 11   | 6      | 5      | 22     |
| 04     | Spanien      | 10   | 14     | 28     | 52     |
| 05     | Türkei       | 9    | 9      | 7      | 25     |
| 06     | Tunesien     | 5    | 9      | 13     | 27     |
| 07     | Griechenland | 6    | 6      | 13     | 25     |
| 08     | Marokko      | 1    | 1      | 3      | 5      |
| 09     | Libanon      | —    | 1      | 2      | 3      |
| 10     | Algerien     | —    | —      | 3      | 3      |
| 11     | Libyen       | —    | —      | 2      | 2      |
| Gesamt | Gesamt       | 94   | 93     | 102    | 289    |